# فنغ كون
فنغ كون ((بالصينية: 冯坤)) (من مواليد 28 ديسمبر 1978) هي لاعبة كرة الطائرة من الصين.
شاركت في دورة الألعاب الآسيوية 2006 في الدوحة، قطر.

## روابط خارجية
- فنغ كون على موقع الاتحاد الدولي beach volleyball database (الإنجليزية)
- فنغ كون على موقع الاتحاد الأوروبي (الإنجليزية)
- فنغ كون على موقع عالم الكرة الطائرة (الإنجليزية)
- فنغ كون على موقع دوري الدرجة الأولى الإيطالي للكرة الطائرة - سيدات (الإيطالية)
- فنغ كون على موقع اللجنة الأولمبية الدولية (الإنجليزية)
- فنغ كون على موقع أوليمبيديا (الإنجليزية)
- فنغ كون على موقع اللجنة الأولمبية الصينية (الإنجليزية)